# Shinchōsha
Shinchosha Publishing Co, Ltd. (株式会社新潮社 Kabushiki Kaisha Shinchōsha?) este o editură fondată în 1896 în Japonia, care are sediul în Yaraichō, Shinjuku, Tokyo. Shinchosha este unul dintre sponsorii premiului pentru cel mai bun roman fantastic japonez.

## Cărți publicate
- Haruki Murakami : La capătul lumii și în țara aspră a minunilor (1985), Uten Enten (1990), Cronica păsării-arc (1997), După cutremur (2000), 1Q84 (2009-2010)

## Reviste publicate

### Săptămânale
- Weekly Shinchō (週刊新潮?)
- Weekly Comic Bunch (週刊コミックバンチ?) (apariție întreruptă)
- Focus (apariție suspendată)

### Lunare
- ENGINE
- Foresight
- „Monthly” Series (「月刊」シリーズ?)
- Nami (波?)
- nicola
- Shinchō
- Shinchō 45 (新潮45?) (apariție suspendată)[2]
- Geijutsu Shinchō (芸術新潮?)
- Shōsetsu Shinchō (小説新潮?)
- Tabi (旅?)

### Sezoniere
- Kangaeru Hito (考える人?)

## Shinchosha 1988
În 1967 Shinchosha a publicat o povestire intitulată Grave of the Fireflies ca un roman scris de Akiyuki Nosaka. 21 de ani mai târziu, Grave of the Fireflies a fost ecranizat într-un film al regizorului Isao Takahata, cu animații realizate de Studio Ghibli, codistribuit de Bandai Visual (sub eticheta Emotion) și de Toho. Shinchosha a produs acel film sub numele de Shinchosha 1988. Filmul a fost lansat în cinematografele japoneze pe 16 aprilie 1988. El a fost apoi licențiat și lansat în America de Nord pe 2 iunie 1993 pe suport VHS subtitrat de Central Park Media și mai târziu ca un DVD cu 2 discuri de către aceeași companie, în care primul disc conținea filmul japonez cu dublaj în limba engleză produs de Skypilot Entertainment și cu subtitrare în limba engleză. Al doilea disc conținea o retrospectivă asupra autorului cărții originale, un interviu cu regizorul și un interviu cu criticul Roger Ebert, care și-a exprimat admirația pentru film în mai multe rânduri și l-a considerat ca fiind unul dintre cele mai mari filme ale tuturor timpurilor.
După 27 aprilie 2009, când a avut loc falimentul și lichidarea Central Park Media, ADV Films a dobândit drepturile de difuzare în America de Nord și l-a relansat pe DVD la 7 iulie 2009, împreună cu alte foste titluri CPM, precum MD Geist, Now and Then, Here and There și The World of Narue. Ulterior datei de 1 septembrie 2009, când a avut loc întreruperea distribuirii și rebranding-ul filmelor ADV,  succesorul ei, Sentai Filmworks, a salvat filmul și l-a lansat ca un DVD remasterizat pe 6 martie 2012 și intenționează să lanseze filmul în magazinele de produse digitale. O ediție Blu-ray a fost lansată pe 20 noiembrie 2012, cu un dublaj nou în limba engleză produs de Seraphim Digital  StudioCanal a lansat un Blu-ray în Marea Britanie la 1 iulie 2013, urmat de o lansare a filmului japonez de animație Kiki's Delivery Service în același format. Madman Entertainment a lansat filmul în Australia și Noua Zeelandă.
Grave of the Fireflies este primul film realizat de Studio Ghibli pentru care compania Disney nu a avut niciodată drepturi de distribuire în America de Nord, deoarece filmul nu a fost produs de compania-mamă Tokuma Shoten (deși Disney se ocupă cu distribuția în America de Nord a tuturor filmelor Studio Ghibli produse de Tokuma Shoten), ci de Shinchosha, editorul povestirii originale (așa cum s-a menționat anterior).

## Suspendarea revisteiShincho 45
În 2016, după o schimbare editorială, revista lunară Shincho 45 a mărit publicarea de articole polemice elaborate de autori care scriau, de obicei, pentru publicații ce promovau o politică de dreapta. În 2018 Shinchosha a suspendat publicarea revistei Shincho 45 după ce apăruseră acolo mai multe articole critice cu privire la membrii comunității LGBT, inclusiv un articol al lui Mio Sugita în numărul din august 2018 în care cuplurile LGBT erau catalogate ca fiind „neproductive”. Președintele companiei Shinchosha, Takanobu Sato, a criticat în special o serie de eseuri publicate în numărul din octombrie 2018 care apărau articolul lui Sugita, numind acea serie ca fiind „exprimări pline de prejudecăți care duceau lipsă de respectul cuvenit și deviau de la bunul simț”.

## Legături externe
- ja  Shinchosha